# Lista de membros da Royal Society eleitos em 1889
Membros da Royal Society eleitos em 1889.

## Fellows of the Royal Society (FRS)
1. John Aitken (1839-1919)
2. Edward Ballard (1820-1897)
3. Alfred Barnard Basset[2] (1854-1930)
4. Horace Brown[3] (1848-1925)
5. Josiah Latimer Clark[4] (1822-1898)
6. David Douglas Cunningham[5] (1843-1914)
7. Lazarus Fletcher[4][6] (1854-1921)
8. William Botting Hemsley (1843-1924)
9. Charles Thomas Hudson[7][8] (1828-1903)
10. Thomas McKenny Hughes[9] (1832-1917)
11. Edward Bagnall Poulton[10][11] (1856-1943)
12. William Johnson Sollas[12] (1849-1936)
13. Charles Todd[13] (1826-1910)
14. Herbert Tomlinson (1846-1931)
15. Henry de Worms[14] (1840-1903)
16. Gerald Francis Yeo[15] (1845-1909)

## Foreign Members of the Royal Society (ForMemRS)
1. Stanislao Cannizzaro[16] (1826-1910)
2. Jean Baptiste Auguste Chauveau[17] (1827-1917)
3. Henry Augustus Rowland[18] (1848-1901)